# Auratj-Jaure
Auratj-Jaure är en sjö i Jokkmokks kommun i Lappland och ingår i Piteälvens huvudavrinningsområde. Sjön har en area på 0,564 kvadratkilometer och ligger 361 meter över havet. Sjön avvattnas av vattendraget Vitbäcken.

## Delavrinningsområde
Auratj-Jaure ingår i det delavrinningsområde (735676-168165) som SMHI kallar för Utloppet av Auratj-Jaure. Medelhöjden är 428 meter över havet och ytan är 74,44 kvadratkilometer. Räknas de 2 avrinningsområdena uppströms in blir den ackumulerade arean 113,49 kvadratkilometer. Vitbäcken som avvattnar avrinningsområdet har biflödesordning 3, vilket innebär att vattnet flödar genom totalt 3 vattendrag innan det når havet efter 139 kilometer. Avrinningsområdet består mestadels av skog (82 procent) och sankmarker (15 procent). Avrinningsområdet har 2,5 kvadratkilometer vattenytor vilket ger det en sjöprocent på 3,4 procent.